# 隐藏关卡
《隐藏关卡THE HIDDEN LEVEL》是漫畫家常勝的臺灣漫画作品，最早是在2007年創作的短篇，后来在2016年改編成中長篇故事連載，获得「日本京都國際漫畫獎」和「第八屆金漫獎少年漫畫獎」。剧情描述高中生小璐因为意識被困在遊戲世界中，就和其他遊戲玩家一同尋找回到現實世界的方法。在單行本第6集完结。